# Heterachthes vauriae
Heterachthes vauriae är en skalbaggsart som beskrevs av Martins 1971. Heterachthes vauriae ingår i släktet Heterachthes och familjen långhorningar. Inga underarter finns listade i Catalogue of Life.